# Colorante alimentare

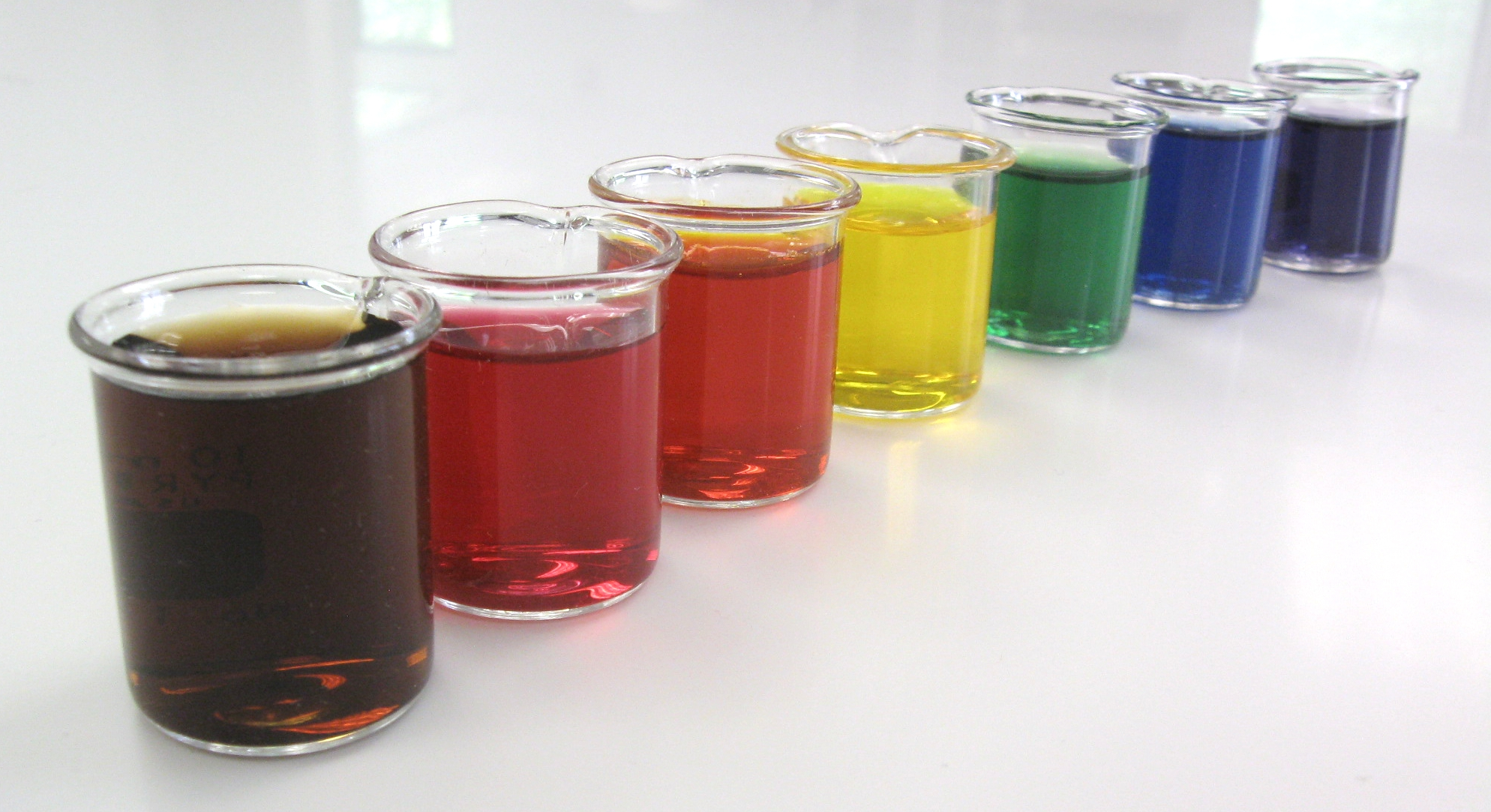
Coloranti alimentari

Un colorante alimentare è un qualsiasi composto chimico, organico o inorganico, che può essere usato per modificare il colore di un prodotto alimentare, pertanto è classificabile come un additivo alimentare.
Alcuni coloranti sono sostanze naturali, altri sono sostanze naturali concentrate o modificate chimicamente, altri sono imitazioni di sintesi di sostanze naturali, altri sono totalmente artificiali. Generalmente sono indicati con una sigla compresa nell'intervallo E100-E199.
Il colore dei cibi deriva dall'assorbimento delle diverse lunghezze d'onda luminose da parte di una o più sostanze coloranti naturali o artificiali, e dalla riflessione o trasmissione di quelle lunghezze d'onda corrispondenti al colore che si percepisce in modo soggettivo, dal momento che la percezione del colore varia da persona a persona.

## Scopo dei coloranti alimentari
Le persone associano certi colori a certi sapori e il colore del cibo può influenzare il sapore percepito. Nella maggior parte dei casi i coloranti hanno lo scopo di riprodurre il colore naturale associato al sapore, come il colore rosso nel caso dei cibi al gusto di fragola; tuttavia non è inedito l'uso di coloranti per dare ai cibi un colore insolito e deliberatamente innaturale;per esempio Heinz nel 2000 mise sul mercato una salsa di pomodoro ketchup di colore verde. Il colorante che riproduce il colore naturale dei cibi ha anche lo scopo di rafforzare nel consumatore l'impressione che il prodotto sia realizzato con ingredienti naturali e che a questi debba il suo sapore, mentre nella pratica comune il sapore è spesso dovuto in larga misura all'uso di aromi naturali.

## Coloranti alimentari dal punto di vista chimico

Dispersione di un colorante alimentare giallo in acqua (più calda nel bicchiere a sinistra, più fredda nel bicchiere a destra).

In genere le colorazioni sono dovute a peculiari diffrazioni della luce, oppure per l'assorbimento della luce degli elettroni presenti nel doppio legame covalente tra atomi di carbonio in ibridazione "sp2", come quelle che si hanno nelle "insaturazioni" dell'olio, oppure in molecole più complesse (idrocarburi aromatici, policiclici, lunghe catene di poli-insaturi con un anello, ecc). I grassi possono filtrare variamente la luce che riflettono e i colori delle carni che coprono, dando ai cibi che li contengono un aspetto traslucido oppure opalescente.
Altri gruppi chimici che forniscono colorazione sono i tripli doppi legami nell'anello del benzene, che generano nubi elettroniche sopra i legami riflettenti la luce con modalità particolari, presente in molti composti naturali e non.
I poli-alcool ciclici saturi come lo zucchero (saccarosio) hanno un aspetto cristallino, con un colore tendente al bianco per via della totale riflessione e rifrazione della luce. In piante come le barbabietole, le molecole di glucosio sono impacchettate in lunghe catene "glicosidiche", così in modo più ordinato e compatto, danno luogo al caratteristico colore porpora. Un colore simile (marron-porpora) si ha nel fegato, per via delle cellule ricche di glicogeno, una macromolecola costituita da lunghe catene di glucosio unite con particolari legami.

## Coloranti naturali alimentari
- Arancione: viene dato da vari tipi di carotene (dalla carota), utilizzati per esempio nel formaggio Cheddar.
- Bianco: caratteristico del lardo animale (traslucida rifrangenza e riflessione di tutti i colori), il colorito giallastro che può prendere è dovuto all'alta solubilità di coloranti come i caroteni, presenti nell'alimentazione dell'animale.
- Giallo: nel giallo d'uovo viene dato da colesterolo e fosfolipidi.
- Nero: nel ribes nigrum, il colore nero è dato soprattutto dal pigmento antociano.
- Rosso: nel sangue è caratteristico dell'emoglobina, che possiede molti gruppi insaturi nel tetra-pirrolo, molecola portante della protoporfirina-eme, il sangue, imbibendole, dà colore anche alle carni.
- Rosso: nella frutta (particolarmente nell'uva da vino rosso) è spesso associato a flavonoidi, come il resveratrolo, che si sono rivelati dei potenti antiossidanti utili contro l'arteriosclerosi.
- Rosso pomodoro: il colore acceso dei pomodori più maturi, è dovuto al licopene, sostanza naturale con proprietà antiossidanti.
- Verde: spesso deriva dalla clorofilla, che può colorare anche l'olio extravergine.

## Coloranti alimentari permessi (vegetali, minerali e sintetici)
- Bianco gesso (E 141)
- Bianco di titanio (E 171)
- Blu antoncianina (E142)
- Blu indaco (E132, indigotina)
- Giallo pallido del burro e dei formaggi (E160b)
- Arancio Beta-Carotene (E 160a)
- Giallo chinolina (E 104)
- Giallo oro (E 103)
- Marrone HT (E155)
- Nero Brillante BN (E 151)
- Rosso cocciniglia (E120, Carminio)
- Tannino (E 181)
- Verde S (E142, Verde Brillante BS)

## Colori naturali dei cibi
- Arancione: buccia e polpa dell'arancia. Carote.
- Bianco: colore dovuto all'elemento chimico Calcio presente nel latte, formaggio, gelato non colorato.
- Giallo: buccia di banana, buccia di limone, formaggi con caroteni.
- Marrone: castagna, caramello (ossidazione e carbonizzazione del saccarosio), come nella Coca-cola.
- Marrone: Sangue ossidato (p.es nella carne molto cotta)
- Porpora: barbabietola (può colorare le urine).
- Rosa: melone, salmone.
- Rosso: anguria, arance di Sicilia, pomodoro.
- Verde: polpa del kiwi, menta.
- Viola: melanzana, prugna.
- Nero: ribes nero. Oppure dovuto a carbonizzazione delle proteine.

## Colorazioni dei cibi che indicano deterioramento
- Nei formaggi il colorito giallo più cupo è segno di irrancidimento dei grassi (ossidazione).
- Alcuni tipi di muffa possono causare colorazioni verdognole, biancastre o rosse.
- Il marrone in alcuni punti della verdura, della frutta o della sua buccia, se tagliate da molto tempo, è segno di ossidazione è dovuto alla deposizione di tannini.

### Il caso delle mozzarelle blu
Nel 2010 scoppiò il caso del formaggio "mozzarella" blu, in mozzarelle prodotte dalla ditta Jaeger tedesca, che dopo qualche giorno dall'apertura, anche se lasciate in un piattino in frigorifero prendevano una colorazione azzurrognola. Il pigmento pioverdina (o fluoresceina) viene prodotto da Pseudomonas fluorescens e presto lo si riscontrò anche in mozzarelle italiane.